# Ниинистё, Юсси
Ю́сси Ла́ури Ю́хани Ни́инистё (фин. Jussi Lauri Juhani Niinistö; род. 27 октября 1970, Хельсинки, Финляндия) — финский историк и крайне правый политик; депутат Эдускунты от партии «Истинные финны», министр обороны Финляндии (2015—2019) в кабинете Сипиля.
Состоял в муниципальном совете Нурмиярви и в 2015 году баллотировался в депутаты Парламента в избирательном округе Уусимаа.
26 июня 2015 года вступил в брак с журналисткой Лееной Шарма. Пара приняла решение о переезде в августе 2015 года из Нурмиярви в Хельсинки.
Юсси Ниинистё — автор ряда исторических очерков о таких персонажах финляндской истории, как Эйген Шауман, Онни Кокко, Курт Валлениус, Пааво Суситайвал, Кости-Пааво Ээролайнен (Suomalaisia vapaustaistelijoita — Финские борцы за свободу), Элиас Симойоки. Самым позитивным образом оценивает финских националистов, антикоммунистов, белых участников Гражданской войны, активистов Лапуаского движения. В частности, известного своей жестокостью Ээролайнена характеризует как добродушного, хотя и ожесточённого человека прямого действия.
В июне 2020 года Ниинистё был избран главой небольшого городка Каннус.

## Награды
- Кавалер Большого креста ордена Полярной звезды (Швеция, 18 сентября 2018) — за вклад в укрепление военного сотрудничества между Швецией и Финляндией и обеспечение безопасности Скандинавских стран.